# 千葉琴月
千葉 琴月（ちば きんげつ、1889年 - 1974年8月27日）は、女流音曲師（女道楽）。本名：千葉 芳美。

## 経歴
広島県佐伯郡己斐村（現広島市西区）の生まれ。
箏曲を藤枝検校、長唄を杵屋勝佐、うた沢を哥沢寅梅司、女道楽を3代目宝集家金之助等からあらゆる邦楽を学び、1907年に新町瓢亭で初舞台。
戦後は戎橋松竹等の寄席に弟子の琴昇、琴美を従えて「三弦粋曲・琴月連」と称し琴月の三味線を用いた浮世節の演奏に琴昇、琴美の舞踊、長唄等で出演。
数少ない立花家橘之助の流れを汲む女流音曲師として活躍した。
琴月没後、琴昇と琴美は引退した。